# Copa Gran Bretaña 1947
En 1947 la Federación Costarricense de Fútbol organizó la edición 19 de los torneos de Copa de Costa Rica, con el nombre de Copa Gran Bretaña (tercer torneo de copa organizado con este nombre). 
El Herediano logró anexarse la Copa Gran Bretaña de esa temporada al vencer en el juego definitivo al equipo Alajuelense dos goles a uno, obteniendo su sexto título de copa.
Participan los equipos de primeras divisiones y el campeón de segundas, Rohrmoser F.C.; el formato es el usual en dos grupos, jugándose en el Estadio Nacional y los líderes de cada llave disputan una serie final.
Grupo A: Herediano, Cartaginés, Orión, Rohrmoser. 
Grupo B: Alajuelense, Gimnástica Española, La Libertad, Universidad de Costa Rica. 

## Grupo A
| 11 de mayo de 1947 | Cartaginés | 3:6 | Orión | Estadio Nacional, San José |  |

| 18 de mayo de 1947 | Herediano | 2:3 | Rohrmoser | Estadio Nacional, San José |  |

| 25 de mayo de 1947 | Orión | 1:0 | Rohrmoser | Estadio Nacional, San José |  |

| 1 de junio de 1947 | Herediano | 1:0 | Cartaginés | Estadio Nacional, San José |  |

| 8 de junio de 1947 | Herediano | 4:2 | Orión | Estadio Nacional, San José  |  |
|                    |           |     |       | Árbitro(s): Bernardo Castro |  |

| 15 de junio de 1947 | Rohrmoser | 0:1 | Cartaginés | Estadio Nacional, San José |  |

| Desempate; 22 de junio de 1947 | Orión | 0:3 | Herediano        | Estadio Nacional, San José |  |
|                                |       |     | Luciano Campos 3 |                            |  |

## Grupo B
| 11 de mayo de 1947 | Universidad de Costa Rica   | 2:4 | Alajuelense | Estadio Nacional, San José |  |
|                    | Eduardo Cabalceta Chavarría |     |             |                            |  |

| 18 de mayo de 1947 | La Libertad | 0:1 | Gimnástica Española | Estadio Nacional, San José |  |

| 25 de mayo de 1947 | Gimnástica Española | 0:1 | Alajuelense | Estadio Nacional, San José |  |

| 1 de junio de 1947 | La Libertad | 1:0 | Universidad de Costa Rica | Estadio Nacional, San José |  |

| 8 de junio de 1947 | Alajuelense           | 5:4 | La Libertad | Estadio Nacional, San José |                           |
|                    | Marco Polo González 3 |     |             | Árbitro(s): Stanley Monge  | Árbitro(s): Stanley Monge |

| 15 de junio de 1947 | Universidad de Costa Rica | 1:1 | Gimnástica Española | Estadio Nacional, San José |  |

## Final
| 26 de junio de 1949 | Herediano                     | 2:1 | Alajuelense    | Estadio Nacional, San José |  |
|                     | Eladio Esquivel Édgar Murillo |     | Edgar Alvarado |                            |  |

|           |
| Herediano |
|           |
| 6° título |

| Predecesor: Torneo de Copa 1945 | Torneo de Copa de Costa Rica 1947 | Sucesor: Torneo de Copa 1948 |